# Bodegues Cassanyes
Les Bodegues Cassanyes és una obra del municipi de Castellet i la Gornal (Alt Penedès) protegida com a bé cultural d'interès local.

## Descripció
La bodega Cassanyes està situada en el recinte de Can Cassanyes. És una construcció de planta rectangular i coberta d'arc rebaixat, amb edificacions annexes en una de les bandes laterals, el parament oposat configura part d'un carrer. La façana principal presenta tres obertures d'arc de mig punt i una circular, totes elles resseguides de maó. Al centre d'aquesta façana hi ha una inscripció en rajola, de regust modernista, amb el nom de la bodega. La façana posterior presenta porta d'accés d'arc rebaixat sobre la qual es troba una altra obertura circular i un petit plafó rectangular de trencadís on figura la data del 1908.

## Història
La bodega Cassanyes va ser construïda l'any 1908, d'acord amb la inscripció que hi figura a una de les seves façanes. En aquests darrers anys l'edifici va experimentar obres de condicionament.